# Konrad Hejmo
Konrad Hejmo, właśc. Stanisław Hejmo (ur. 6 kwietnia 1936 w Kostrzy) – polski duchowny katolicki, dominikanin, wieloletni świadomy współpracownik Służby Bezpieczeństwa.

## Życiorys
Kształcił się w Studium Generalnym Ojców Dominikanów w Krakowie (1954–1961), gdzie studiował filozofię i teologię. Przyjął święcenia kapłańskie w Krakowie 15 czerwca 1961, na swoim obrazku prymicyjnym napisał: Posłał mnie, abym ubogim niósł dobrą nowinę, więźniom głosił wolność, a niewidomym przejrzenie, abym uciśnionych odzyskał wolnymi. Pracował jako sekretarz prowincjała ojca J. Janczaka, kontynuował równocześnie studia w Prymasowskim Studium Życia Wewnętrznego w Warszawie (następnie na Wydziale Filozofii KUL, 1965–1967). Od 1964 był duszpasterzem środowiska akademickiego w Poznaniu, od 1965 duszpasterzem głównym tamże. W latach 1973–1979 był redaktorem miesięcznika dominikańskiego „W drodze”. W 1978 na krótko przeniósł się do Gdańska, gdzie pełnił funkcję zastępcy głównego duszpasterza akademickiego. W 1979 podjął pracę w Sekretariacie Episkopatu Polski, a kardynał Stefan Wyszyński w tym samym roku wysłał go do pracy w Rzymie w Radiu Watykańskim.
W latach 1979–1984 ks. Hejmo był wicedyrektorem Delegatury Biura Prasowego Episkopatu Polski w Rzymie, 1983–1987 redaktorem naczelnym pisma „Kronika Rzymska”. W 1984 został głównym opiekunem polskich pielgrzymów w Rzymie – dyrektorem Ośrodka dla Pielgrzymów Polskich Corda Cordi i oficjalnym duszpasterzem pielgrzymów. W grudniu 1984 otrzymał nominację na asystenta audiencji generalnych i specjalnych Jana Pawła II, a w 1985 – na konsultora watykańskiej instytucji Peregrinatio ad Petri Sedem.
Angażował się w latach 80. w pomoc dla polskich emigrantów we Włoszech. Ogłaszał artykuły w czasopismach polskich, polonijnych oraz włoskich, m.in. „L’Osservatore Romano”, „Gościu Niedzielnym”, „Głosie Katolickim” (Paryż), „Najwyższym Czasie”. Otworzył przewód doktorski na Papieskim Uniwersytecie Św. Tomasza z Akwinu Angelicum w Rzymie. Korespondencje watykańskie przedstawiał regularnie w Radiu Maryja.

## Kwestia współpracy z SB
27 kwietnia 2005 roku prezes Instytutu Pamięci Narodowej Leon Kieres, za jednomyślną zgodą kolegium IPN publicznie ogłosił, że Konrad Hejmo zdaniem IPN był w latach 70. i 80. XX w. informatorem SB o pseudonimach „Hejnał” i „Dominik”. W latach 1980–1988 o. Konrad Hejmo był prowadzony przez Wydział XIV (wywiad nielegalny) Departamentu I MSW, za pośrednictwem funkcjonariusza pod przykryciem o pseudonimie „Lakar” Andrzeja Madejczyka, który mieszkał z rodziną w Kolonii, gdzie mieściła się siedziba Ambasady PRL, a także jedna z trzech rezydentur wywiadu PRL na terenie RF Niemiec. „Lakar” działał „pod flagą” BND – Bundesnachrichtendienst (Federalna Służba Wywiadowcza), a de facto był funkcjonariuszem SB.
1 czerwca 2005 ukazała się na stronach IPN publikacja, w której ujawniono treść dokumentów odnalezionych w archiwach IPN na temat inwigilacji polskiego Kościoła katolickiego, związanych z o. Konradem Hejmo. Zdaniem IPN współpraca ojca Hejmo trwała co najmniej 13 lat – zebrane w IPN materiały dotyczą lat 1975–1988. Donosy miały dotyczyć Kościoła katolickiego, otoczenia papieża i polskiej opozycji politycznej. Pracownicy IPN twierdzą, że w materiałach archiwalnych są dowody współpracy ojca Hejmo w latach 70 XX w. z IV Departamentem MSW, rozpracowującym Kościół w Polsce, natomiast po wyjeździe do Watykanu z I Departamentem MSW, czyli wywiadem. Według prezesa IPN w posiadaniu Instytutu są dwie taśmy magnetofonowe z nagraniami wypowiedzi o. Hejmo – jedna kasetowa i jedna na szpuli.
Konrad Hejmo zaprzeczył tej informacji IPN. W wywiadzie udzielonym korespondentce TVP Agnieszce Gawerskiej przyznał, że mógł nieświadomie przekazywać informacje osobie, którą zarekomendował episkopat niemiecki, a którą nazywa „Andrzejem M.” Uważa, że ta osoba mogła być agentem tajnych służb, polskich lub wschodnioniemieckiego (Stasi). Według słów ojca Hejmo, „pan M.” nie żyje od paru lat, ale nazwiska ujawniać nie chce, bo żyje jego rodzina. Potem okazało się, że był to Andrzej Madejczyk. Konrad Hejmo powiedział także, że informacje na temat jego – jak mówi, rzekomej – współpracy z SB są elementem „większej operacji mającej na celu zszarganie pamięci Jana Pawła II i jego otoczenia”.
Ludwik Wiśniewski OP, stwierdził: Wierzę prof. Leonowi Kieresowi, że kierował się uczciwymi pobudkami, ale nie mogę uwierzyć, że oprócz niego ktoś jeszcze w tym palców nie maczał. W odpowiednim czasie spada ta, a nie inna teczka. Uznał za nieprzemyślane ujawnienie nazwiska i napiętnowanie człowieka, którego teczka nie została dokładnie sprawdzona. Ojciec Wiśniewski dodał, że przeglądał dokumenty z „polskiego” okresu działalności ojca Konrada i jest zdania, że nie był on świadomym i tajnym współpracownikiem, dokumenty nie zawierały żadnych istotnych informacji i oprócz jednego „zgrzytu”, który nie wiadomo kto wprowadził, nie stanowią donosów. Jednak ojciec Hejmo rzeczywiście był zbyt rozmowny i postępował w sposób lekkomyślny.
Podobną opinię wyraził ojciec Jacek Salij po własnej analizie materiałów IPN dotyczących Konrada Hejmo. W obronie ojca Konrada stanął m.in. Peter Raina, historyk polskiego Kościoła rzymskokatolickiego, krytykując działania IPN w wydanym przez siebie oświadczeniu. Wskazał na nieścisłości w publikacji IPN w kilka dni po jej ukazaniu się. W roku 2006 wydał własną książkę: Anatomia linczu. Sprawa Ojca Konrada Hejmo. Książka w formie wywiadu-rzeki Moje życie i mój krzyż. Nie lękam się prawdy, jaki przeprowadzili z ojcem Konradem Hejmo Andrzej Gass i Stefan Budzyński, ukazała się w 2008 r. nakładem wydawnictwa Adam.
Sceptycznie do kwestii świadomości i intencjonalności przekazywania informacji na rzecz SB przez o. Hejmo wyraził się także dziennikarz śledczy, Cezary Gmyz, określając postępowanie duchownego za przejawiające brak roztropności i gadulstwo, a także zwracając uwagę, iż zakonnik w sposób oczywisty zdawał sobie sprawę z faktu nagrywania spotkań z nim przez „Lakara” stawianym otwarcie przed nim magnetofonem i sam nawet rozpoczynał swoją wypowiedź typowym wstępem Raz, dwa, trzy, mówi Konrad.

## Działalność w Domu Pielgrzyma w Rzymie
W chwili obecnej (stan z lata 2012) o. Hejmo prowadzi Dom Pielgrzyma, ale robi to już jako prywatna spółka, założona przez ojca Hejmo i Zgromadzenie Sióstr Antoninek. Działalność ta jest niezależna od władz watykańskich i od polskich władz kościelnych.

## Odznaczenia
- Krzyż Kawalerski Orderu Odrodzenia Polski (8 września 1993, za wybitne zasługi w działalności duszpasterskiej wśród pielgrzymów polskich w Rzymie)[13]
- Order Uśmiechu (1 października 2004)[14]